# Schloss Spitzenberg

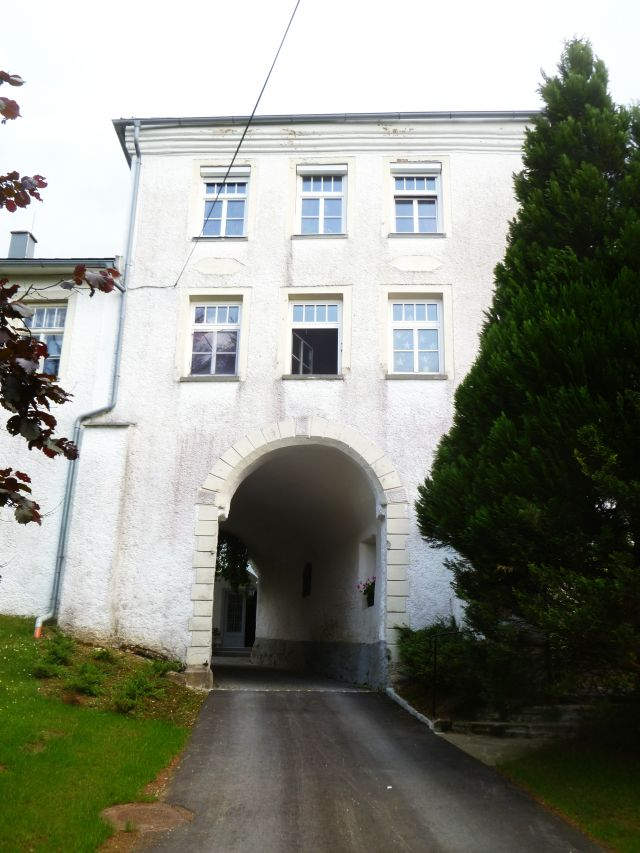
Schloss Spitzenberg, Eingangstor

Das Schloss Spitzenberg befindet sich in der Gemeinde Mauerkirchen im Bezirk Braunau.

## Geschichte

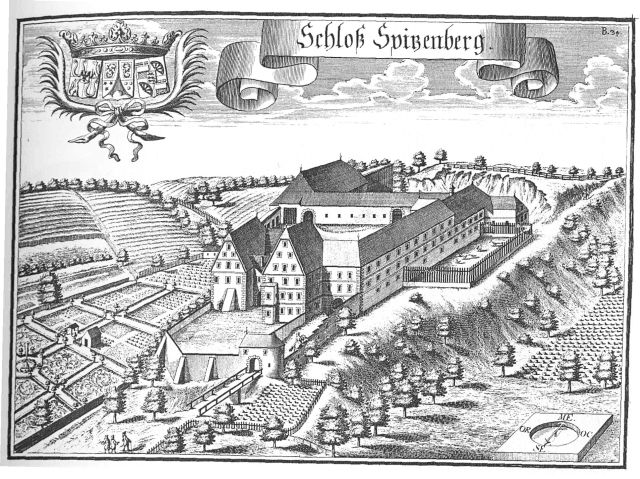
Schloss Spitzenberg nach einem Stich von Michael Wening von 1721

Die Entstehungszeit von Schloss Spitzenberg ist ungewiss. 1388 wird Spitzenberg als Stammsitz der Mauerkirchner erwähnt. 1481 besaßen die Granser das Schloss. Danach erhielt Friedrich Mauerkircher, Kanzler des Herzogs Georg von Bayern-Landshut und späterer Bischof von Passau, im Jahr 1479 Spitzenberg zum Lehen. Dieser ließ Spitzenberg mit einer Ringmauer befestigen und um ein neues Stöckel ergänzen. Nach seinem Tod am 28. November 1485 benannte sich sein Neffe und Erbe Wolfgang bereits nach Spitzenberg. Als dieser 1503 starb, kam der Besitz an seinen Stiefbruder Stephan Wäninger (Wanninger). Im Pfälzischen Erbfolgekrieg wurde Spitzenberg 1504 besetzt. Sein Enkel Stefan Wäninger vom Spitzenberg verkaufte das Schloss 1588 an seinen Schwager Joachim Rainer zu Laufenbach. Dieser verkaufte Spitzenberg seinerseits um 1590 an Wolf Josef Hochkircher von Ysselsdorf. 1616 erwarb Pankraz von Freiberg zu Hochaschnau von seinem Schwager Wolf Josef Höhenkirchner das Schloss. Freiherr Adam Kaspar Freiherr von Freyberg zu Hohenaschau ließ das Schloss 1700 vom Grunde auf neu aufbauen. Die Freibergs blieben bis 1750 im Besitz von Spitzenberg. Dann erwarb Franz Peter von Rosenbusch, bayrischer Kämmerer, Geheimrat und Revisionsrat, den Besitz. Ab 1812 waren die Grafen Lerchenberg auf Spitzenberg. Auf diese folgten die Neweklowsky aus Freistadt. 1829 kauft Phillipp Freiherr von Venningen, bereits Besitzer von Schloss Aspach, das Schloss Spitzenberg. Ende des 19. Jahrhunderts war Friedrich Bergmüller († 1884), Bürgermeister und Reichstagsabgeordneter, Besitzer von Schloss Spitzenberg. Um die Wende zum 20. Jahrhundert gelangte das Schloss in bäuerlichen Besitz.

## Schloss Spitzenberg heute
Der Name des Schlosses geht auf seine Lage auf der Spitze eines kleinen Berges zurück. Die felsigen Ausläufer sind mit Quadersteinen verkleidet. Die Zufahrt führt rechts neben dem Steilhang zu einem Torturm und dann in den vorderen Hof. Hier befindet sich ein hakenförmiger Bau, dahinter liegt ein langgestreckter Maierhof. Im Hoftrakt befinden sich in zwei Geschoßen Laubengänge mit z. T. ansehnlichen Marmorsäulen. Nach dem großen Brand von 1865 wurde das Schloss erst wieder im Jahre 1917 aufgebaut.
Spitzenberg macht einen etwas ungepflegten und heruntergekommenen Eindruck. Die Gebäudeteile des Schlosses werden von seinem Besitzer Franz Dachs sowohl als Bauernhof wie auch als Miethaus verwendet.

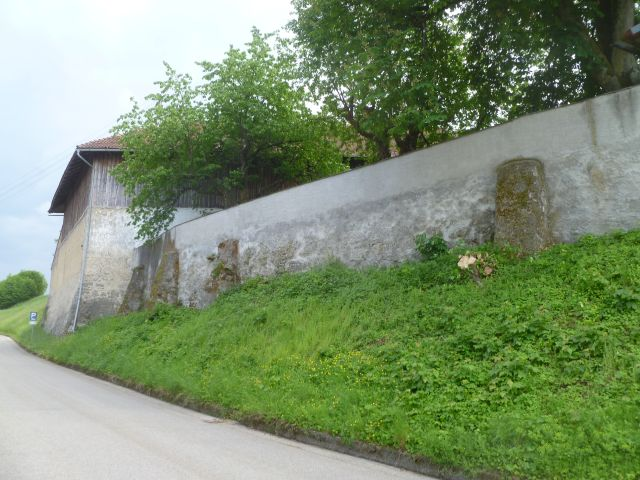
Außenmauer
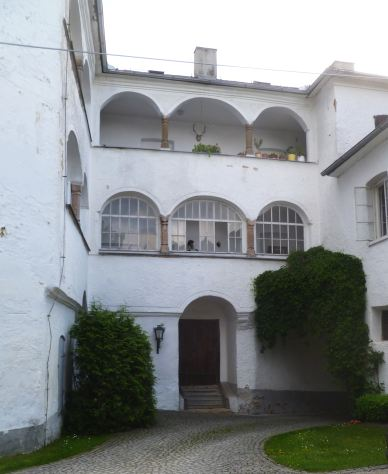
Innenhof mit Arkaden
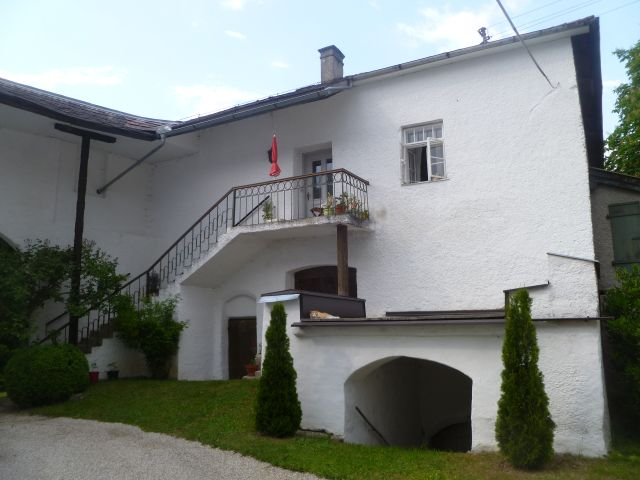
Linker Innenhof
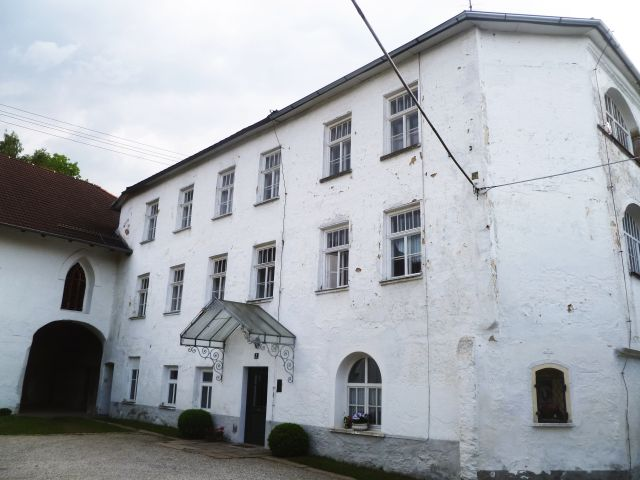
Innenhof